# ویلیام بارتلت (بازیکن فوتبال)
ویلیام بارتلت (انگلیسی: William Bartlett؛ ۱۳ آوریل ۱۸۷۸ – ۶ اوت ۱۹۳۹ (۶۱ سال)) بازیکن فوتبال اهل بریتانیا بود.
از باشگاه‌هایی که در آن بازی کرده‌است می‌توان به باشگاه فوتبال شفیلد ونزدی و باشگاه فوتبال هادرزفیلد تاون اشاره کرد.